# يوشيكازو اوكادا
يوشيكازو اوكادا (باليابانية: 岡田光玉؛ بالكانا: おかだ よしかず) هو عسكري ياباني، ولد في 27 فبراير 1901 في أوياما، ميناتو، طوكيو في اليابان، وتوفي في 1974.